# Élections générales guyaniennes de 2015
Les élections législatives guyaniennes de 2015 ont lieu le 11 mai 2015 afin d'élire simultanément les 65 membres de l'Assemblée nationale ainsi que le président du Guyana. Les élections sont remportées par la coalition Guyana Uni formée de la coalition Un partenariat pour l'unité nationale et de l'Alliance pour le changement. Lors de ces mêmes élections, David Granger est élu président en tant que candidat présidentiel de sa coalition. Il prête serment le 16 mai 2015,. Des élections régionales ont lieu simultanément.

## Système électoral
Le Guyana est doté d'un Parlement monocaméral appelée Assemblée nationale dont les 65 membres sont élus pour cinq ans selon un système proportionnel plurinominal. 25 sièges sont ainsi à pourvoir au scrutin proportionnel avec liste fermée dans dix circonscriptions plurinominales, tandis que les quarante autres le sont selon le même système mais au niveau d'une unique circonscription nationale. Après décomptes des voix, les différents sièges sont répartis selon la méthode de Hare sur la base du quotient simple. 
Lors de chaque élection législative, les partis présentent chacun un candidat à la présidence, et le candidat du parti ayant reçu le plus de suffrages devient le président du Guyana pour la durée du mandat de l'assemblée, soit cinq ans. Depuis 2000, un président n'est rééligible qu'une seule fois. Le mandat du président est intimement lié à celui des membres de l'assemblée : en cas d'élections anticipés, le candidat à la présidence du parti nouvellement élu remplace le précédent et met ainsi fin à son mandat. Le rôle du président est de premier plan dans le cadre d'un système présidentiel.

## Contexte
Le Parti progressiste du peuple dirige le pays depuis 1992. Il représente généralement les intérêts de la population d'origine indienne. L'opposition de l'assemblée nationale au président, conduit ce dernier à annoncer le 20 janvier des élections pour le 11 mai 2015,.

## Candidats
Donald Ramotar, le président sortant, soutenu par le PPP se présente pour sa réélection. David Granger à la tête d'une coalition de partis d'opposition se présente contre lui.

## Résultats
|                           | |                           |         |       |               |        |               |  |  |
| Parti                     | Parti                                                                                                 | Candidat présidentiel     | Voix    | %     | +/-           | Sièges | +/-           |  |  |
|                           | Coalition APNU-AFC - Un partenariat pour l'unité nationale (APNU) - Alliance pour le changement (AFC) | David Granger             | 207 200 | 50,29 | 0,84          | 33     | en stagnation |  |  |
|                           | Parti progressiste du peuple (PPP)                                                                    | Donald Ramotar            | 202 694 | 49,20 | 0,60          | 32     | en stagnation |  |  |
|                           | La force unie (TUF)                                                                                   | Marissa Nadir             | 1 080   | 0,26  | en stagnation | 0      | en stagnation |  |  |
|                           | Parti républicain uni (URP)                                                                           | Vishnu Brandhu            | 432     | 0,10  | Nv            | 0      | Nv            |  |  |
|                           | Parti indépendant (IP)                                                                                | Mark Benschop             | 344     | 0,08  | Nv            | 0      | Nv            |  |  |
|                           | Parti national indépendant (NIP)                                                                      | Saphier Hussain Subedar   | 262     | 0,06  | Nv            | 0      | Nv            |  |  |
|                           | |                           |         |       |               |        |               |  |  |
| Suffrages exprimés        | Suffrages exprimés                                                                                    | Suffrages exprimés        | 412 012 | 99,03 |               |        |               |  |  |
| Votes blancs et invalides | Votes blancs et invalides                                                                             | Votes blancs et invalides | 4 043   | 0,97  |               |        |               |  |  |
| Total                     | Total                                                                                                 | Total                     | 416 055 | 100   | –             | 65     | en stagnation |  |  |
| Abstentions               | Abstentions                                                                                           | Abstentions               | 169 672 | 28,97 |               |        |               |  |  |
| Inscrits / participation  | Inscrits / participation                                                                              | Inscrits / participation  | 585 727 | 71,03 |               |        |               |  |  |